# Резолюция 72 на Съвета за сигурност на ООН
Резолюция 72 на Съвета за сигурност на ООН е приета на 11 август 1949 г., след като Съветът за сигурност изслушва доклад на изпълняващия длъжността Посредник на ООН за Палестина относно резултатите от изпълнението на възложената му мисия. Чрез резолюцията Съветът за сигурност изказва признателност към покойния граф Фолке Бернадот, към изпълняващия длъжността Посредник на ООН за Палестина Ралф Бънч, към цивилния персонал и белгийските, френските, шведските и американските офицери от състава на мисията от военни наблюдатели на ООН в Палестина.
Резолюцията е приета, без да бъде подложена на гласуване..